# Adalbertstraße 12 (München)

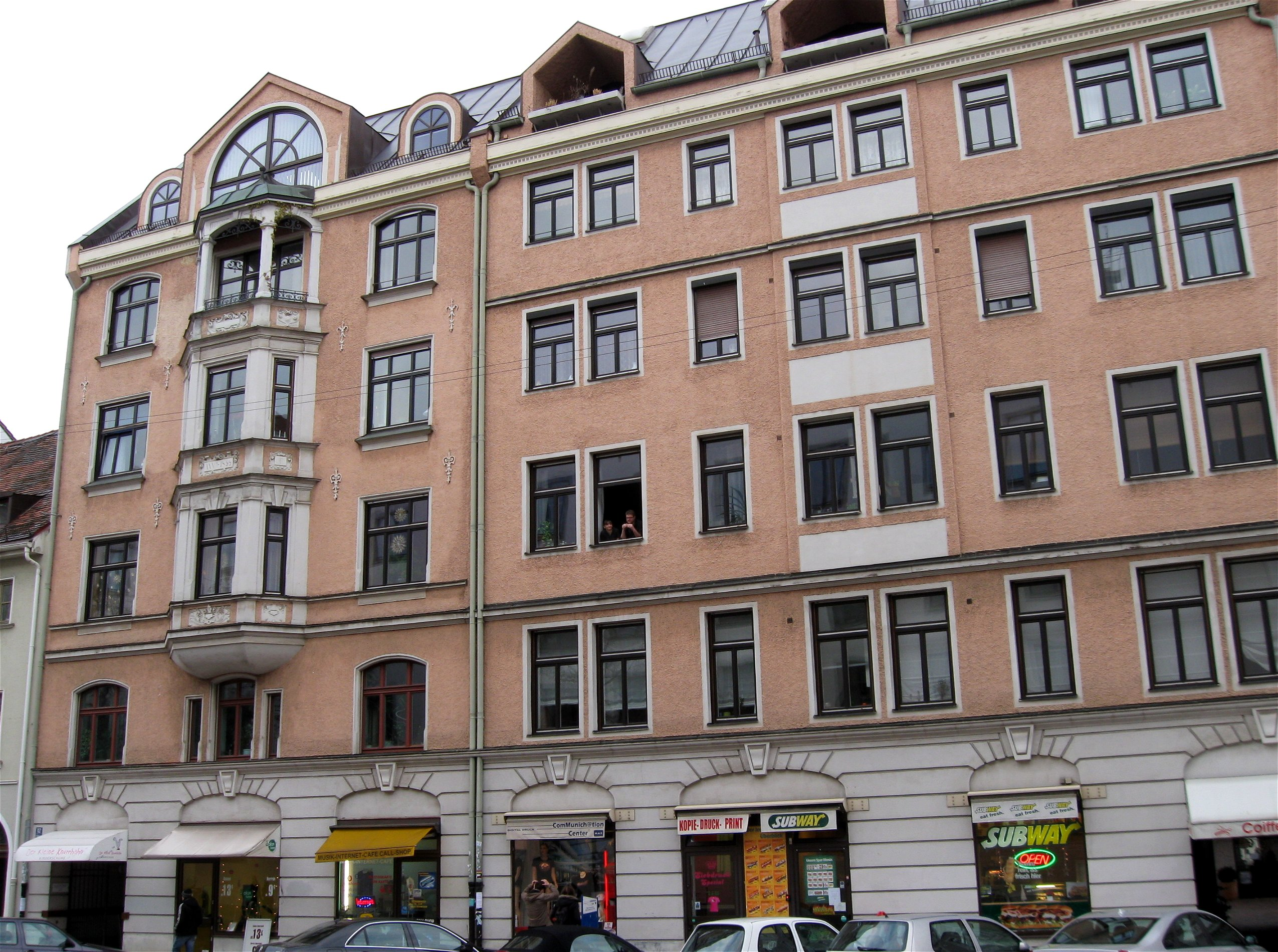
Haus Adalbertstraße 12 in München

Das Gebäude Adalbertstraße 12 im Stadtteil Maxvorstadt der bayerischen Landeshauptstadt München ist ein geschütztes Baudenkmal.
Das fünfgeschossige Mietshaus in der Adalbertstraße mit Putzrustika und reich dekoriertem Erker wurde 1898/99 vom Architekt Georg Seemiller für den Schreinermeister Johann Reiter errichtet. Die Fassadengestaltung erfolgte im Stil der deutschen Renaissance. Der Volutengiebel über dem Erker wurde nach der Zerstörung im Zweiten Weltkrieg nicht wieder aufgebaut. Im Jahr 1976 wurde der Dachausbau vorgenommen.